# Deutsche Cadre-71/2-Meisterschaft 1995/96

Veranstaltungsort: Coesfeld

Die Deutsche Cadre-71/2-Meisterschaft 1995/96 ist eine Billard-Turnierserie und fand vom 3. bis zum 5. November 1995 in Coesfeld zum 46. Mal statt.

## Geschichte
Wolfgang Zenkner wurde zum siebten Mal Deutscher Meister im Cadre 71/2. Titelverteidiger Wolfgang Matz wurde Zweiter vor Ludger Havlik.
Die Ergebnisübermittelung in der deutschen Billard-Zeitung Billard Sport Magazin war wie gewohnt katastrophal. Es wurde nur eine unvollständige Endtabelle ohne ein einziges Matchergebnis abgedruckt. Die kompletten Ergebnisse stammen von Axel Büscher.

## Modus
Gespielt wurden drei Vorrundengruppen bis 150 Punkte oder 10 Aufnahmen. Die drei Gruppensieger und der beste Zweite spielten im K.-o.-System bis 150 Punkte den Sieger aus.
Die Endplatzierung ergab sich aus folgenden Kriterien:
1. Matchpunkte
2. Generaldurchschnitt (GD)
3. Bester Einzeldurchschnitt (BED)
4. Höchstserie (HS)

## Teilnehmer (alphabetisch)
1. Wolfgang Matz (BC Hilden 1935) (Titelverteidiger)
2. Axel Büscher (BG Coesfeld 1966)
3. Dirk Dröge (BC GT Buer 1931)
4. Ludger Havlik (BSV Marl 1989)
5. Michael Heid (BC 1912 Frankfurt)
6. Çengiz Karaça (Berliner BC 65)
7. Uwe Kerls (1. BSC Marl 58/74)
8. Jürgen Keul (Bergisch-Gladbacher BC)
9. Carsten Lässig (BG Coesfeld 1966)
10. Torsten Lechelt (Calenberger BV)
11. Klaus Müller (BC 1921 Elversberg)
12. Andreas Niehaus (BG Coesfeld 1966)
13. Arnd Riedel (TV Askania Bernburg)
14. Stephan Vican (BC Oberursel)
15. Hans Wernikowski (BC Herne-Stamm 28)
16. Wolfgang Zenkner (BSV München)

## Turnierverlauf

### Gruppenphase
| MP    | Match Points (Sieger = 2; Unentschieden = 1; Verlierer = 0) |
| Pkte. | Erzielte Karambolagen                                       |
| Aufn. | Benötigte Versuche                                          |
| GD    | Generaldurchschnitt                                         |
| BED   | Bester Einzeldurchschnitt eines Spielers                    |
| HS    | Höchstserie                                                 |
|       | Bester GD des Turniers                                      |
|       | Bester ED des Turniers                                      |
|       | Beste HS des Turniers                                       |
|       | 1. Platz (Gold)                                             |
|       | 2. Platz (Silber)                                           |
|       | 3. Platz (Bronze)                                           |

| Platz                     | Name             | MP  | Pkte. | Aufn. | GD    | BED   | HS |
| ------------------------- | ---------------- | --- | ----- | ----- | ----- | ----- | -- |
| 1                         | Wolfgang Matz    | 6:0 | 450   | 37    | 12,16 | 13,63 | 57 |
| 2                         | Hans Wernikowski | 2:4 | 355   | 33    | 10,75 | 18,75 | 62 |
| 3                         | Torsten Lechelt  | 2:4 | 386   | 45    | 8,57  | 11,53 | 43 |
| 4                         | Jürgen Keul      | 2:4 | 285   | 37    | 7,70  | 8,33  | 47 |
| Gruppendurchschnitt: 9,71 |                  |     |       |       |       |       |    |

| Platz                      | Name          | MP  | Pkte. | Aufn. | GD    | BED   | HS |
| -------------------------- | ------------- | --- | ----- | ----- | ----- | ----- | -- |
| 1                          | Çengiz Karaça | 5:1 | 450   | 29    | 15,51 | 21,42 | 82 |
| 2                          | Axel Büscher  | 5:1 | 450   | 31    | 14,51 | 21,42 | 68 |
| 3                          | Michael Heid  | 2:4 | 325   | 33    | 9,84  | 15,00 | 44 |
| 4                          | Klaus Müller  | 0:6 | 325   | 33    | 9,84  | –     | 59 |
| Gruppendurchschnitt: 12,40 |               |     |       |       |       |       |    |

| Platz                      | Name           | MP  | Pkte. | Aufn. | GD    | BED   | HS |
| -------------------------- | -------------- | --- | ----- | ----- | ----- | ----- | -- |
| 1                          | Ludger Havlik  | 6:0 | 450   | 24    | 18,75 | 30,00 | 92 |
| 2                          | Carsten Lässig | 4:2 | 353   | 22    | 16,04 | 21,42 | 51 |
| 3                          | Dirk Dröge     | 2:4 | 346   | 36    | 9,61  | 9,37  | 66 |
| 4                          | Stephan Vican  | 0:6 | 88    | 28    | 3,14  | –     | 33 |
| Gruppendurchschnitt: 11,24 |                |     |       |       |       |       |    |

| Platz                      | Name             | MP  | Pkte. | Aufn. | GD    | BED   | HS  |
| -------------------------- | ---------------- | --- | ----- | ----- | ----- | ----- | --- |
| 1                          | Wolfgang Zenkner | 4:2 | 442   | 17    | 26,00 | 30,00 | 99  |
| 2                          | Uwe Kerls        | 4:2 | 447   | 27    | 16,55 | 25,00 | 93  |
| 3                          | Andreas Niehaus  | 2:4 | 324   | 21    | 15,42 | 18,75 | 58  |
| 4                          | Arnd Riedel      | 2:4 | 280   | 27    | 10,37 | 18,75 | 100 |
| Gruppendurchschnitt: 16,22 |                  |     |       |       |       |       |     |

### Finalrunde
| Name             | MP  | Pkte. | Aufn. | GD    | BED   | HS  |
| ---------------- | --- | ----- | ----- | ----- | ----- | --- |
| Halbfinale       |     |       |       |       |       |     |
| Wolfgang Matz    | 2:0 | 150   | 12    | 12,50 | 12,50 | 65  |
| Çengiz Karaça    | 0:2 | 76    | 12    | 6,33  | –     | 37  |
| Ludger Havlik    | 0:2 | 84    | 6     | 14,00 | –     | 264 |
| Wolfgang Zenkner | 2:0 | 150   | 6     | 25,00 | 25,00 | 64  |
| Spiel um Platz 3 |     |       |       |       |       |     |
| Çengiz Karaça    | 0:2 | 115   | 10    | 11,50 | –     | 28  |
| Ludger Havlik    | 2:0 | 150   | 10    | 15,00 | 15,00 | 53  |
| Finale           |     |       |       |       |       |     |
| Wolfgang Matz    | 0:2 | 39    | 2     | 19,50 | –     | 37  |
| Wolfgang Zenkner | 2:0 | 150   | 2     | 75,00 | 75,00 | 132 |

### Abschlusstabelle
| Klassement                 | Klassement       | Klassement | Klassement | Klassement | Klassement | Klassement | Klassement |
| Platz                      | Name             | MP         | Pkte.      | Aufn.      | GD         | BED        | HS         |
| -------------------------- | ---------------- | ---------- | ---------- | ---------- | ---------- | ---------- | ---------- |
| 1                          | Wolfgang Zenkner | 8:2        | 742        | 25         | 29,68      | 75,00      | 132        |
| 2                          | Wolfgang Matz    | 8:2        | 639        | 51         | 12,52      | 13,63      | 65         |
| 3                          | Ludger Havlik    | 8:2        | 684        | 40         | 17,10      | 30,00      | 92         |
| 4                          | Çengiz Karaça    | 5:5        | 641        | 51         | 12,56      | 21,42      | 82         |
| 5                          | Axel Büscher     | 5:1        | 450        | 31         | 14,51      | 21,42      | 68         |
| 6                          | Uwe Kerls        | 4:2        | 447        | 27         | 16,55      | 25,00      | 93         |
| 7                          | Carsten Lässig   | 4:2        | 353        | 22         | 16,04      | 21,42      | 51         |
| 8                          | Hans Wernikowski | 2:4        | 355        | 33         | 10,75      | 18,75      | 62         |
| 9                          | Andreas Niehaus  | 2:4        | 324        | 21         | 15,42      | 18,75      | 58         |
| 10                         | Michael Heid     | 2:4        | 325        | 33         | 9,84       | 15,00      | 44         |
| 11                         | Dirk Dröge       | 2:4        | 346        | 36         | 9,61       | 9,37       | 66         |
| 12                         | Torsten Lechelt  | 2:4        | 386        | 45         | 8,57       | 11,53      | 43         |
| 13                         | Arnd Riedel      | 2:4        | 280        | 27         | 10,37      | 18,75      | 100        |
| 14                         | Jürgen Keul      | 2:4        | 285        | 37         | 7,70       | 8,33       | 47         |
| 15                         | Klaus Müller     | 0:6        | 325        | 33         | 9,84       | –          | 59         |
| 16                         | Stephan Vican    | 0:6        | 88         | 28         | 3,14       | –          | 33         |
| Turnierdurchschnitt: 12,35 |                  |            |            |            |            |            |            |